# مخلص (اسم)
مخلص هو اسم علم مذكر من أصل عربي، ومعناه هو صفة مشبهة، من الفعل أخلص والمعنى الصدوق الودود الوفي، الشديد الإخلاص.

## شخصيات تحمل الاسم
- مخلص البحيري (ممثل مصري، 15 سبتمبر 1943 – 29 أغسطس 2001)
- مخلص الجدة (8 أكتوبر 1953 – )

## وصلات خارجية
- موسوعة السلطان قابوس لأسماء العرب